# 髄鞘
髄鞘（ずいしょう、myelin sheath）は、神経科学において脊椎動物の多くの神経細胞（ニューロン）の軸索の周りに存在する絶縁性の脂質の層を指す。 おもにミエリンという脂質からなることからミエリン鞘とも言う。ミエリンの成分のひとつであるコレステロールに基づく絶縁性により神経パルスの伝導を高速にする機能がある。
髄鞘はグリア細胞の一種であるシュワン細胞とオリゴデンドロサイト (乏突起または稀突起グリア細胞、en:oligodendrocyte) からなり、神経細胞そのものの一部ではない。シュワン細胞は末梢神経系の神経細胞で、オリゴデンドロサイトは中枢神経系の神経細胞で髄鞘を形成する。 髄鞘中のミエリンによって顕微鏡像において見た目が相対的に白く見えるので、神経繊維が多く分布する大脳髄質や脊髄皮質などを白質と呼ぶ場合がある。

## 髄鞘の機能
髄鞘は伝導性が低いために、髄鞘化されていることによって神経繊維の内外の抵抗は5000倍に、静電容量は50分の1となる。この絶縁性の高い髄鞘が存在することの主たる機能は、髄鞘化された神経繊維（有髄繊維）に沿った神経パルスの伝導速度が速くなることである。繊維は完全に髄鞘に覆われているわけではなく、数十 µm から数 mm おきに存在する間隙を残して髄鞘化されている。この間隙はランヴィエの絞輪と呼ばれている。髄鞘化されていない繊維では神経パルスは連続的に伝わるが、繊維がランヴィエの絞輪を残して髄鞘化され絶縁されることによって、パルスはこれらの間隙の間を跳躍的に伝導する。これを跳躍伝導という。ランヴィエの絞輪にはパルスの伝導に関わるイオンチャネルが特に多く存在している。髄鞘が傷害される脱髄疾患では神経の伝導速度が低下するため、多様な症状が起こることとなる。
また髄鞘は軸索から電流が漏れ、短絡することを防ぐ、電線の絶縁材のような働きをしている。 さらに末梢の神経繊維が切断されたときにも、髄鞘は繊維が再生するための経路を確保する。しかし哺乳類の中枢神経系では髄鞘化されているかどうかに関わらず繊維は再生しない。
スフィンゴ脂質の一種であるスフィンゴミエリン(Sphingomyelin)(SPH)は、動物の細胞膜中に存在しており、特に神経細胞の軸索を膜状に覆うミエリン鞘の構成成分としてよく知られている。

### 神経細胞の構造図

神経細胞の構造図
en:Dendrites=樹状突起、:en:Rough ER (:en:Nissl body)=粗面小胞体（ニッスル小体）、:en:Polyribosomes=ポリリボソーム、:en:Ribosomes=リボソーム、:en:Golgi apparatus=ゴルジ体、:en:Nucleus=細胞核、:en:Nucleolus=核小体、:en:Membrane=膜、:en:Microtubule=微小管、:en:Mitochondrion=ミトコンドリア、:en:Smooth ER=滑面小胞体、:en:Synapse (Axodendritic)=シナプス（軸索樹状突起）
:en:Synapse=シナプス、 :en:Microtubule :en:Neurofibrils=微小管ニューロフィラメント、:en:Neurotransmitter=神経伝達物質、:en:Receptor=受容体、
en:Synaptic vesicles=シナプス小胞、:en:Synaptic cleft=シナプス間隙、
en:Axon terminal=軸索末端、:en:Node of Ranvier =ランヴィエの絞輪 、:en:Myelin Sheath(:en:Schwann cell)=ミエリン鞘（シュワン細胞）、:en:Axon hillock=軸索小丘、
en:Nucleus (:en:Schwann cell)=細胞核（シュワン細胞）、:en:Microfilament=マイクロフィラメント、:en:Axon=軸索

## 脱髄疾患及び髄鞘形成不全疾患
脱髄は、神経を絶縁しているミエリン鞘の崩壊であり、白質ジストロフィ（en:Leukodystrophy）、シャルコー・マリー・トゥース病のような多発性硬化症、急性散在性脳脊髄炎、横断性脊髄炎（en:transverse myelitis）、慢性炎症性脱髄性多発性神経炎、ギラン・バレー症候群、中央脳梁ミエリン症（en:central pontine myelinosis）、遺伝性脱髄疾患を含む代表的な神経変性である自己免疫疾患である。悪性貧血を罹患している患者は、迅速に適切な診断がなされなければ、神経損傷をも罹患することになる。悪性貧血に続く亜急性連合性脊髄変性症は、些細な末梢神経障害から会話、認識、意識などをつかさどる中枢神経に重大な損傷を与えることができる。ミエリンが崩壊すると、神経に沿った信号伝達が障害を受け、失われ、ついには神経が失われてしまう。
腫瘍壊死因子（TNF）やインターフェロンの指令を受けたサイトカインの過剰生産により脱髄を生じさせている炎症を含めた疾患が免疫系の関連で脱髄に関係する可能性も存在する。